# 이다애
이다애(李多愛, 1994년 12월 23일 ~ )는 대한민국의 리듬 체조 선수이다. 2014년 인천 아시안 게임 리듬체조 여자 단체전에서 은메달을 획득했다.

## 경력
- 2013년
  - 아시아 선수권 대회 리듬체조 단체 은메달
  - 제94회 전국체육대회 리듬체조 일반부 동메달

## 출신 학교
- 김포여자중학교
- 김포고등학교
- 세종대학교

## 같이 보기
- 손연재
- 김윤희
- 이나경